# 井川町田中
井川町田中（いかわちょうたなか）は、徳島県三好市の町名。郵便番号は779-4803。

## 地理
三好市の北東部に位置。北から東は井川町吉岡、西は井川町中岡、南は井川町ヒラソとそれぞれ接する。地域のほとんどが山間部で、北側の山麓周辺に住居が点在する。

## 歴史
- 2006年（平成18年）3月1日 - 三好郡井川町が三野町・池田町・山城町・東祖谷山村・西祖谷山村と合併して三好市が発足し、現在の町名となる。

## 世帯数と人口
2021年（令和3年）11月30日現在の世帯数と人口は以下の通りである。
| 町丁       | 世帯数 | 人口 |
| ---------- | ------ | ---- |
| 井川町田中 | 6世帯  | 18人 |

## 交通

### 鉄道
- 最寄り駅はJR徳島線の辻駅及び土讃線の佃駅。